# Нірупама Санджив
Нірупама Санджив (нар. 8 грудня 1976) — колишня індійська тенісистка.
Найвищу одиночну позицію світового рейтингу — 147 місце досягла 12 травня 1997, парну — 115 місце — 23 липня 2001 року.
Здобула 2 одиночні та 10 парних титулів.
Найвищим досягненням на турнірах Великого шолома було 2 коло в одиночному та парному розрядах.
Завершила кар'єру 2010 року.

## Загальна статистика

### Фінали в одиночному розряді: 4 (2–2)
| Турніри $100,000 |
| Турніри $75,000  |
| Турніри $50,000  |
| Турніри $25,000  |
| Турніри $10,000  |

| Результат | Ранг | Дата              | Турнір                           | Покриття  | Суперниця у фіналі     | Рахунок       |
| Поразка   | 1.   | 15 липня 1996     | Більбао, Іспанія                 | Ґрунт     | Лаура Пена             | 6–1, 4–6, 5–7 |
| Поразка   | 2.   | 2 вересня 1996    | Сполето, Італія                  | Ґрунт     | Катерін Моте-Жобкель   | 5–7, 2–6      |
| Перемога  | 1.   | 17 листопада 1996 | Нойштадт-ан-дер-Донау, Німеччина | Килим (i) | Ралука Санду           | 6–4, 6–1      |
| Перемога  | 2.   | 17 квітня 2000    | Нью-Делі, Індія                  | Килим     | Сай Джаялакшмі Джаярам | 6–3, 6–2      |

### Парний розряд (10–6)
| Результат | Ранг | Дата              | Турнір                                         | Покриття   | Партнерка              | Суперниці                               | Рахунок       |
| --------- | ---- | ----------------- | ---------------------------------------------- | ---------- | ---------------------- | --------------------------------------- | ------------- |
| Поразка   | 1.   | 21 серпня 1995    | Мол (Бельгія), Бельгія                         | Ґрунт      | Ольга Гостакова        | Івана Гаврлікова Моніка Кратохвілова    | 2–6, 3–6      |
| Перемога  | 1.   | 15 квітня 1996    | Желос, Франція                                 | Ґрунт      | Кара Блек              | Амелі Моресмо Ізабель Таш               | 7–6(4), 6–3   |
| Перемога  | 2.   | 28 жовтня 1996    | Пуатьє, Франція                                | Тверде (i) | Ольга Барабанщикова    | Анікве Снейдерс Нелле ван Лоттум        | 6–2, 6–3      |
| Перемога  | 3.   | 17 листопада 1996 | Нойштадт-ан-дер-Донау, Німеччина               | Килим (i)  | Барбара Шварц          | Кірстін Фрає Зілке Маєр                 | 6–4, 6–1      |
| Перемога  | 4.   | 30 червня 1997    | Штутгарт, Німеччина                            | Ґрунт      | Седа Норландер         | Марія Фернанда Ланда Марлен Вайнгартнер | 6–3, 6–1      |
| Поразка   | 2.   | 3 серпня 1998     | Лексінгтон (Кентуккі), Сполучені Штати Америки | Тверде     | Ї Цзін-Цянь            | Аманда Грем Бріанн Стюарт               | 4–6, 6–1, 3–6 |
| Поразка   | 3.   | 4 жовтня 1999     | Альбукерке, Сполучені Штати Америки            | Тверде     | Маріон Маруска         | Деббі Грем Нана Міяґі                   | 4–6, 5–7      |
| Поразка   | 4.   | 13 грудня 1998    | Нью-Делі, Індія                                | Тверде     | Татьяна Гарбін         | Хіракі Ріка Лорна Вудрофф               | 2–5 ret.      |
| Перемога  | 5.   | 17 квітня 2000    | Нью-Делі, Індія                                | Килим      | Сай Джаялакшмі Джаярам | Рушмі Чакравартхі Радгіка Тулпуле       | 6–4, 6–2      |
| Перемога  | 6.   | 17 липня 2000     | Мава (Нью-Джерсі), Сполучені Штати Америки     | Тверде     | Еві Домінікович        | Ліза Макші Ірина Селютіна               | 6–4, 6–4      |
| Поразка   | 5.   | 2 жовтня 2000     | Альбукерке, Сполучені Штати Америки            | Тверде     | Ліза Макші             | Брі Ріппнер Олена Татаркова             | 4–6, 4–6      |
| Поразка   | 6.   | 23 жовтня 2000    | Даллас, Сполучені Штати Америки                | Тверде     | Нана Міяґі             | Брі Ріппнер Олена Татаркова             | 3–6, 6–3, 3–6 |
| Перемога  | 7.   | 30 жовтня 2000    | Гейвард (Каліфорнія), Сполучені Штати Америки  | Тверде     | Нана Міяґі             | Келлі Лігган Мілагрос Секера            | 4–2 4–2       |
| Перемога  | 8.   | 6 листопада 2000  | Піттсбург, Сполучені Штати Америки             | Тверде (i) | Нана Міяґі             | Седа Норландер Кірстін Фрає             | 5–7, 6–4, 6–0 |
| Перемога  | 9.   | 22 квітня 2001    | Хошимін, В'єтнам                               | Тверде     | Маніша Малхотра        | Ліенн Бейкер Шеллі Стефенс              | 6–3, 7–5      |
| Перемога  | 10.  | 29 квітня 2001    | Сарасота, Сполучені Штати Америки              | Ґрунт      | Мелісса Міддлтон       | Джанет Лі Саманта Рівз                  | 6–4, 6–2      |